# El Sordera
Manuel Soto Monje, El Sordera, (Jerez de la Frontera; 27 de octubre de 1927-ib.; 24 de junio de 2001) fue un cantaor español de origen gitano que inició la saga de Los Sordera.

## Biografía
Descendiente de Paco La Luz, nació en el barrio de Santiago.
Fue premiado con la Copa Jerez y el Nacional de Flamenco de la Cátedra de Flamencología. 

### Música
Su repertorio es amplio y sigue los estilos genuinos de su tierra. Fue el primer gitano distinguido con el título de Hijo Predilecto de la Ciudad de Jerez. Tiene una peña flamenca con su nombre en su natal Barrio de Santiago de Jerez y un busto en la Plaza de Santiago de Jerez.
También perteneció a la peña Tío José de Paula e impartió los conocidos cursos de enseñanza de cante flamenco de la misma, acompañado por la guitarra de Antonio Higuero.
Manuel destacaba por su ejecución de la buleria por soleá.

## Distinciones
La Peña Tío José de Paula y con la gran colaboración de Ángel Morán, actual presidente de la entidad, le realizaron un magnífico homenaje al que acudieron numerosos artistas del más alto nivel.
En 2019 se le dedica la I Bienal de cante de Jerez y Manuel Martín Martín, Premio Nacional de Flamencología por la Cátedra de Jerez, le dedica la ponencia ‘La casa de los Sordera’.

## Familia
Es el patriarca de una amplia familia de artistas en la que destacan desde cantaores como Vicente Soto Sordera hasta compositores (Sorderita) o palmeros de referencia como Manuel Soto El Bo.